# Kamor

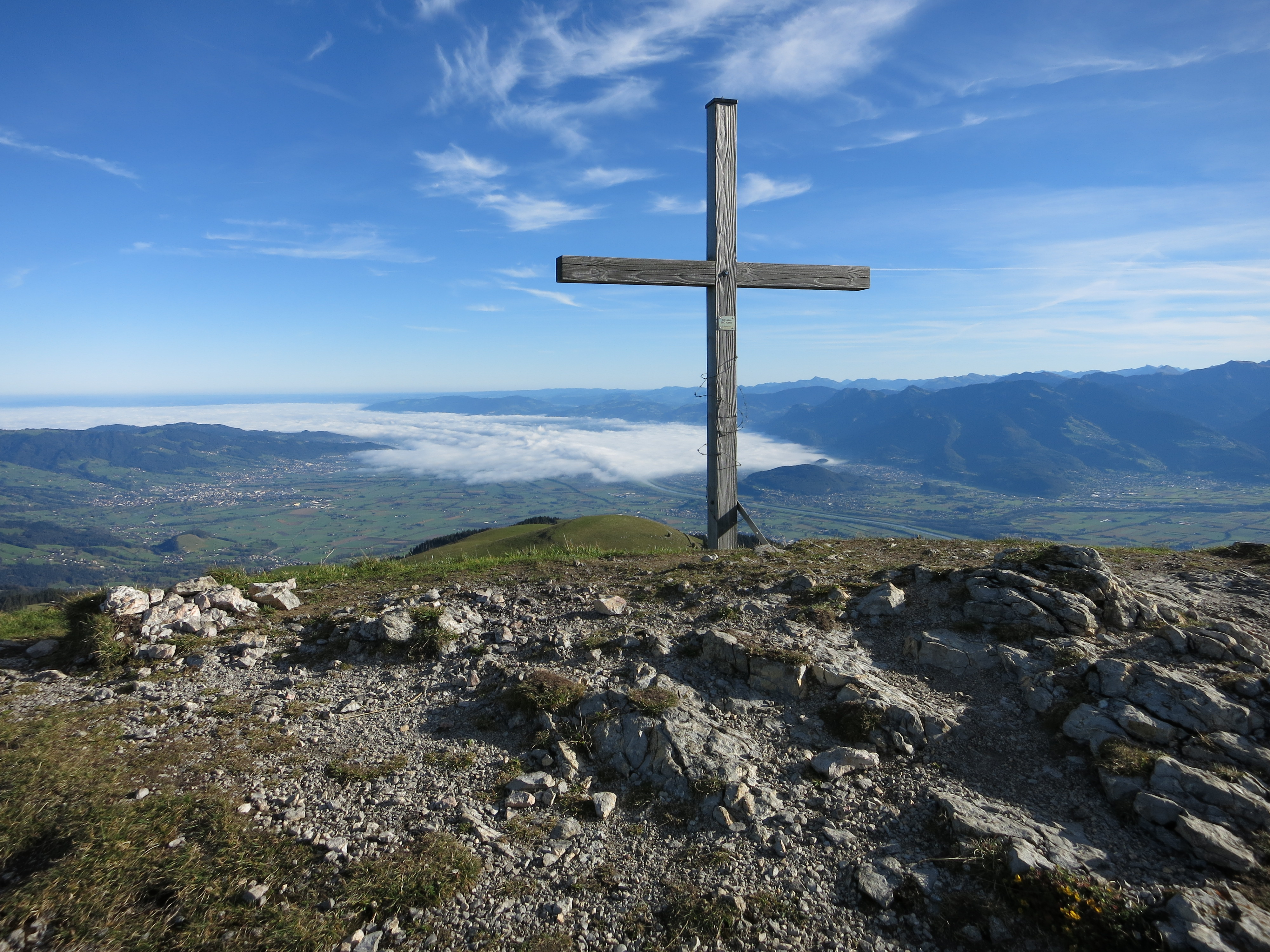
Auf dem Kamor, Blick Richtung Bodensee (im Nebel)

Der Kamor ist ein Berg zwischen dem St. Galler Rheintal und Appenzell Innerrhoden in der Schweiz und erreicht eine Höhe von 1751 m ü. M. Der Name kommt aus dem Romanischen: ganda mora, schwarze Gand (Geröllhalde, Fels) wurde 1361 bereits Gantmor und daraus das heutige Kamor (mit Betonung auf der zweiten Silbe, im Dialekt [kxaˈmoːr]).

## Geographie und Natur
Weniger als einen Kilometer südlich des Kamors liegt der Gipfel des Hohen Kastens auf 1794 m ü. M., dieser ist mit einer Luftseilbahn erschlossen. Verbunden sind Kamor und Hoher Kasten über den Kastensattel mit einer Höhe von 1678 m ü. M. Damit beträgt die Schartenhöhe 73 m.
An der Kamorwand wurde 1833 der letzte Lämmergeier des Alpsteins gesichtet.

## Tourismus
Bereits zu Beginn des 19. Jahrhunderts wurde die Besteigung von Kamor und Hohem Kasten in der alpinen Literatur beschrieben:

„Von Gaiß aus besteigt man auch sehr oft die Alp Kamor und Hohenkasten, deren ich auch gerade hier erwähnen will, obschon Unterkamor nach Altstätten ins Rheintal, und Oberkamor und Kasten in die Lienz in der ehemaligen Herrschaft Sax gehört. Von Gaiß aus, neben Fähnern vorbey, istman in vier kleinen Stunden bey den Sennhütten des Kamors, und in fünf Stunden auf dem Rücken des Hohenkastens.“

Der Kamor ist ein Bike- und Wanderberg. Von Kobelwald und Rüthi führt über den Montlinger Schwamm auf etwa 1100 m ü. M. eine schmale, praktisch vollständig asphaltierte Strasse hinauf, die für militärische Zwecke angelegt wurde (teilweise unterirdische Bauten unterhalb des Gipfels). Die Straße wird für den Betrieb dieser Luftraum-Überwachungsstation im Winter mit einer Pistenraupe präpariert.
Auf dem Kamor steht ein schlichtes, hölzernes Gipfelkreuz.
Der Kamor ist auch Namensgeber der Sektion Kamor des Schweizer Alpen-Clubs.

## Varia
Am 18. September 2004 fand auf dem Kamor nach einem Jahr Vorbereitung durch die Künstler Patrick und Frank Ricklin das kleinste Gipfeltreffen der Welt mit den Vertretern der kleinsten politischen Gemeinden von sechs Ländern statt. Der Präsident von Ornes (Frankreich, 6 Einwohner) traf seine Amtskollegen aus Corippo (Schweiz, 23), Morterone (Italien, 27), Gramais (Österreich, 53), Reussenköge (Deutschland, 365) und Planken (Fürstentum Liechtenstein, 371).